# Веймарн, Борис Владимирович
Борис Владимирович Веймарн (1909, Севастополь, Российская империя — 1990, Москва, СССР) — советский историк искусства, востоковед. Доктор искусствоведения. Действительный член АХ СССР (1973).

## Биография
Младший брат археолога Е. В. Веймарна. В 1930 году окончил отделение теории и истории искусства факультета литературы и искусства Московского университета.
По окончании университета работал в Музее восточных культур (1932—1948), в 1940 — 1961 годах также преподавал в университете.
Область научных интересов: история искусств народов СССР, Ближнего и Среднего Востока.
Соавтор и редактор изданий «Всеобщая история искусств» (т. 1–6, 1956–66), Краткой художественной энциклопедии (т. 1–5, 1962–81), серии «Памятники мирового искусства», «История искусства народов СССР» (1971—1984).
Скончался в 1990 году. Похоронен на Химкинском кладбище рядом с родственниками на участке № 30.

## Награды и премии
- заслуженный деятель искусств РСФСР
- Золотая медаль Академии художеств СССР (1967)
- Государственная премия РСФСР имени И. Е. Репина (1983) — за 2-томный труд «Советское изобразительное искусство 1917—1941», «Советское изобразительное искусство. 1941—1960»

## Основные работы
- «Искусство Средней Азии» (М.-Л., 1940),
- «Регистан в Самарканде» (М., 1946),
- «Архитектурно-декоративное искусство Узбекистана» (М., 1948),
- «Урал Тансыкбаев» (М., 1954-58);
- «Искусство советского Узбекистана: Очерки» (М., 1960, соавтор Н.В. Черкасова),
- «Идейное единство и национальное многообразие советского искусства» (М., 1962),
- «Искусство арабских стран и Ирана VII-XVII веков» (М., 1974),
- «Искусство Азербайджана IV-XVII вв.» (М., 1976, соавтор Б.В. Бретаницкий),
- «Пётр Владимирович Сабсай» (М., 1979),
- Б. В. Веймарн. Академия художеств СССР и искусство Грузии. IV Международный симпозиум по грузинскому искусству. Тбилиси, Мецниереба, 1983.
- «Классическое искусство ислама» (М., 2001).
- Автор отдельных глав и редактор «Всеобщая история искусств» (М., 6 т., 1956-66);
- Автор отдельных глав и редактор «История искусств народов СССР» (М., 12 т., 1971-82),
- Автор отдельных глав и редактор «Советское изобразительное искусство» (М., 2 т., 1977),
- Автор отдельных глав и редактор «Классическое искусство стран Ислама» (М.., 2002).